# چانگ مونگ-جون
چانگ مونگ-جون (کره‌ای: 정몽준؛ زادهٔ ۱۷ اکتبر ۱۹۵۱) کارآفرین، سرمایه‌دار و سیاستمدار اهل کره جنوبی است.